# Lokomotiv Belgorod
Maillots
Le VK Belogorie ((ru) : волейбольный клуб Белогорье, Voleïbolny Klub Belogorie) est un club russe de volley-ball basé à Belgorod, qui évolue au plus haut niveau national (Superliga).

## Historique
Le Belogorie Belgorod a été fondé en 1976.
Historique des différents noms du club :
| 1976–1981   | Tekhnolog Belgorod           |
| 1981–1987   | Lokomotiv Belgorod           |
| 1987–1992   | Agrarnik Belgorod            |
| 1992–1993   | Belogorie Belgorod           |
| 1993–1995   | Lokomotiv Belgorod           |
| 1995–1997   | Belogorie Belgorod           |
| 1997–2001   | Belogorie-Dynamo Belgorod    |
| 2001–2011   | Lokomotiv-Belogorie Belgorod |
| depuis 2011 | Belogorie Belgorod           |

## Palmarès
Compétitions mondiales
- Mondial des clubs FIVB (1)
  - Vainqueur : 2014
- Ligue des champions (3)
  - Vainqueur : 2003, 2004, 2014
  - Troisième : 2005, 2006
- Coupe de la CEV (avant 2007)
  - Finaliste : 2002
- Coupe de la CEV (depuis 2007) (2)
  - Vainqueur : 2009, 2018

Compétitions nationales
- Championnat de Russie (8)
  - Vainqueur : 1997, 1998, 2000, 2002, 2003, 2004, 2005, 2013
  - Finaliste : 1995, 1996, 1999, 2006, 2010, 2015
  - Troisième : 2011, 2014, 2016
- Coupe de Russie (8)
  - Vainqueur : 1995, 1996, 1997, 1998, 2003, 2005, 2012, 2013
  - Finaliste : 2015
- Supercoupe de Russie (2)
  - Vainqueur : 2013, 2014
  - Finaliste : 2010, 2015

## Joueurs majeurs
- Vadim Khamouttskikh  Russie (passeur, 1,96 m)
- Pablo Meana  Argentine (libero, 1,88 m)
- Alejandro Spajic  Argentine (central, 2,05 m)
- Serguei Tetioukine  Russie (réceptionneur-attaquant, 1,98 m)